# Leptochroptila
Leptochroptila là một chi bướm đêm thuộc phân họ Tortricinae của họ Tortricidae.

## Các loài
- Leptochroptila daratua Diakonoff, 1939